# Pilota d'Or 1978
El premi Pilota d'Or 1978, atorgat al millor futbolista europeu de l'any, a criteri d'un panell de periodistes esportius d'arreu dels territoris membres de la UEFA, fou entregat al davanter anglès Kevin Keegan el 27 de desembre de 1978. Hi havia 26 votants, procedents d'Àustria, Bèlgica, Bulgària, Txecoslovàquia, Dinamarca, Alemanya Oriental, Anglaterra, Finlàndia, França, Grècia, Hongria, Itàlia, Luxemburg, Països Baixos, Polònia, Portugal, República d'Irlanda, Romania, Escòcia, Unió Soviètica , Espanya, Suècia, Suïssa, Turquia, Alemanya Occidental i Iugoslàvia.

## Classificació
| Posició | Nom                   | Club                     | Nacionalitat   | Punts |
| 1       | Kevin Keegan          | Hamburger SV             | Anglaterra     | 87    |
| 2       | Hans Krankl           | FC Barcelona             | Àustria        | 81    |
| 3       | Rob Rensenbrink       | RSC Anderlecht           | Països Baixos  | 50    |
| 4       | Roberto Bettega       | Juventus FC              | Itàlia         | 28    |
| 5       | Paolo Rossi           | L.R. Vicenza             | Itàlia         | 23    |
| 6       | Ronnie Hellström      | Kaiserslautern           | Suècia         | 20    |
| 6       | Ruud Krol             | AFC Ajax                 | Països Baixos  | 20    |
| 8       | Kenny Dalglish        | Liverpool FC             | Escòcia        | 10    |
| 8       | Allan Simonsen        | Borussia Mönchengladbach | Dinamarca      | 10    |
| 10      | Peter Shilton         | Nottingham Forest FC     | Anglaterra     | 9     |
| 11      | Arie Haan             | RSC Anderlecht           | Països Baixos  | 7     |
| 12      | René van de Kerkhof   | PSV Eindhoven            | Països Baixos  | 6     |
| 13      | Antonio Cabrini       | Juventus FC              | Itàlia         | 5     |
| 13      | Willy van de Kerkhof  | PSV Eindhoven            | Països Baixos  | 5     |
| 15      | Johan Cruyff          | FC Barcelona             | Països Baixos  | 4     |
| 15      | Graeme Souness        | Liverpool FC             | Escòcia        | 4     |
| 15      | Zdeněk Nehoda         | Dukla Praga              | Txecoslovàquia | 4     |
| 18      | Marián Masný          | Slovan Bratislava        | Txecoslovàquia | 3     |
| 19      | Archie Gemmill        | Nottingham Forest FC     | Escòcia        | 2     |
| 19      | Marius Trésor         | Olympique de Marsella    | França         | 2     |
| 21      | João Alves            | SL Benfica               | Portugal       | 1     |
| 21      | Rainer Bonhof         | València CF              | RFA            | 1     |
| 21      | Zbigniew Boniek       | Widzew Łódź              | Polònia        | 1     |
| 21      | Franco Causio         | Juventus FC              | Itàlia         | 1     |
| 21      | Hansi Müller          | VfB Stuttgart            | RFA            | 1     |
| 21      | Johan Neeskens        | FC Barcelona             | Països Baixos  | 1     |
| 21      | Michel Platini        | AS Nancy                 | França         | 1     |
| 21      | Karl-Heinz Rummenigge | Bayern de Múnic          | RFA            | 1     |
| 21      | Didier Six            | Olympique de Marsella    | França         | 1     |
| 21      | François Van Der Elst | RSC Anderlecht           | Bèlgica        | 1     |